# Calamagrostis abnormis
Calamagrostis abnormis är en gräsart som först beskrevs av Joseph Dalton Hooker, och fick sitt nu gällande namn av U.Shukla. Calamagrostis abnormis ingår i släktet rör, och familjen gräs. Inga underarter finns listade i Catalogue of Life.